# کوآن جین-آه
کوآن جین-آه (به انگلیسی: Kwon Jin-ah)(زاده ۱۸ ژوئیه ۱۹۹۷) خواننده، ترانه سرا، گیتارنواز کره‌ای است.